# Zoltán Daróczy
Zoltán Daróczy (ur. 23 czerwca 1938 w Bihartordze, zm. 12 września 2023) – węgierski matematyk, profesor Uniwersytetu w Debreczynie i jego rektor w latach 1987–1990. Członek Węgierskiej Akademii Nauk.
Zajmuje się głównie równaniami funkcyjnymi, jest autorem 151 publikacji naukowych.

## Życie i twórczość
Studia na Uniwersytecie w Debreczynie ukończył w 1961. W 1962 rozpoczął pracę na macierzystej uczelni i uzyskał tam stopień doktora, promotorem jego doktoratu był János Aczél. Na Uniwersytecie w Debreczynie pełnił funkcje dyrektora instytutu, prodziekana, dziekana, prorektora i rektora.
Wspólnie z J. Aczélem napisał książkę On measures of information and their characterizations. Swoje prace publikował m.in. w „Publicationes Mathematicae Debrecen”, „Acta Mathematica Hungarica”, „Aequationes Mathematicae”, „Monatshefte für Mathematik” i „Proceedings of the American Mathematical Society”.
Wypromował 13 doktorów, jego uczniem jest m.in. Zsolt Páles.